# Стара Пристань
Стара Пристань — село в Лаїшевському районі Татарстану. Одне з двох (разом з містом Лаїшеве) населених пунктів
міського поселення місто Лаїшеве.

## Географія
Село розташоване на заході Татарстану, на березі Куйбишевського водосховища.

## Історія
Село було засноване у 1930-х роках .